# Учасники російсько-української війни Ш
Учасники російсько-української війни, прізвища яких починаються з літери Ш:
1. Шабадаш Юрій Вікторович
2. Шабельний Олег Юрійович
3. Шаблевський Володимир Вікторович
4. Шаблій Володимир Володимирович
5. Шабля Леонід Іванович
6. Шавлюк Роман Орестович
7. Шавурський Микола Віцентійович
8. Шавкун Владислав Андрійович
9. Шавкун Володимир Петрович
10. Шагієв Сергій Радомесович
11. Шагін Володимир В'ячеславович
12. Шагов Сергій Вікторович
13. Шадевський Олег Анатолійович[1]
14. Шадура Тимофій Миколайович
15. Шайволодян Шаген Рафікович
16. Шайда Петро Петрович
17. Шайда Юрій Григорович
18. Шайнога Микола Романович
19. Шайтан Микола[2]
20. Шакула Андрій Юрійович
21. Шаламага Іван Михайлович
22. Шалатовський Вадим Володимирович
23. Шалигін Сергій Михайлович
24. Шалободов Олександр Сергійович
25. Шаманов Михайло Олександрович
26. Шамардак Ігор Петрович
27. Шаматалюк Євген Вікторович
28. Шамбір Євгеній Іванович
29. Шамін Артем Миколайович
30. Шамко В'ячеслав Євгенович
31. Шамрай Віталій Володимирович
32. Шамут Сергій Євгенійович
33. Шандар Олексій Михайлович
34. Шандра Сергій Іванович
35. Шанський Андрій Миколайович
36. Шанюк Петро Анатолійович
37. Шапель Олександр Михайлович
38. Шапіренко Річард Павлович
39. Шаповал Андрій Миколайович
40. Шаповал Антон Павлович
41. Шаповал Володимир Іванович
42. Шаповал Ігор Анатолійович
43. Шаповал Ігор Вікторович
44. Шаповал Ігор Володимирович
45. Шаповал Максим Михайлович
46. Шаповал Микола Сергійович
47. Шаповал Олександр Олександрович
48. Шаповал Олександр Сергійович
49. Шаповал Роман Миколайович
50. Шаповал Сергій Миколайович
51. Шаповалов Анатолій Вікторович
52. Шаповалов Віталій Юрійович
53. Шаповалов Іван Михайлович
54. Шаповалов Ігор Олександрович
55. Шаповалов Олександр Володимирович
56. Шаповалов Олександр Григорович[3]
57. Шапорова Наталія Миколаївна
58. Шапочка Ярослав[4]
59. Шапошник Анатолій Олегович
60. Шапошніков Віктор Віталійович
61. Шапошніков Павло Павлович
62. Шаптала Сергій Олександрович
63. Шапченко Олег Петрович
64. Шарабун Іван Іванович
65. Шарабуряк Володимир Богданович
66. Шараєнко Андрій Миколайович
67. Шаран Едуард Вікторович
68. Шарандак Олексій Олегович
69. Шарапа Олег Олександрович
70. Шарапа Руслан Віталійович
71. Шарата Віталій Вікторович
72. Шарговська Олена В'ячеславівна
73. Шаригін Артем Віталійович
74. Шарко Олександр Олександрович
75. Шарков Артем Володимирович
76. Шаровара Юрій Григорович
77. Шаропов Біжан Рашидович
78. Шарпар Дмитро
79. Шарудило Артем Олександрович[5]
80. Шастун Ігор Михайлович
81. Шатайло Віктор Сергійович
82. Шаталов Сергій Сергійович
83. Шатохін Олександр Володимирович[5]
84. Шатурський Валерій Георгійович
85. Шафранський Анатолій Михайлович
86. Шахбазян Карен Мушегович
87. Шахник Євген Юрійович
88. Шахов Едуард Олександрович
89. Шахрай Олександр Васильович
90. Шахсінов Андрій Анатолійович
91. Шацький Богдан Олексійович
92. Шашко Дмитро Олександрович
93. Шваб Іван Миколайович
94. Швайка Володимир Петрович
95. Шваля Микола Миколайович
96. Шварцман Павло Георгійович
97. Швачич Василь Олександрович
98. Швачич Ростислав Вікторович
99. Шваюк Роман Олександрович
100. Швая Іван Васильович
101. Швед Вадим Вадимович
102. Швед Віталій Вікторович
103. Швед Геннадій Леонідович
104. Швед Сергій Олександрович
105. Шведун Андрій Анатолійович
106. Шведюк Володимир Петрович
107. Швец Владислав Віталійович[6]
108. Швець Анатолій Миколайович
109. Швець Андрій Сергійович
110. Швець Андрій Тарасович
111. Швець Микола Миколайович
112. Швець Михайло Олександрович
113. Швець Олег Миколайович[7]
114. Швець Олександр Васильович
115. Швець Олександр Олексійович
116. Шворак Володимир Васильович
117. Швець Сергій Олександрович
118. Шворак Сергій Степанович
119. Шворніков Руслан Ігорович
120. Шевердін Андрій Петрович
121. Шевцов В'ячеслав[8]
122. Шевцов Владислав Петрович
123. Шевцов Данило Сергійович
124. Шевцов Леонід Леонідович
125. Шевцов Микола Миколайович
126. Шевцов Олександр Михайлович
127. Шевцов Олексій Олександрович
128. Шевцов Сергій Олександрович
129. Шевцов Юрій Сергійович
130. Шевченко Анатолій Михайлович
131. Шевченко Анатолій Михайлович (генерал)
132. Шевченко Вадим Станіславович[9]
133. Шевченко Василь Віталійович
134. Шевченко Віталій Васильович
135. Шевченко Віталій Володимирович (Герой України)
136. Шевченко Віталій Олексійович
137. Шевченко Володимир Олексійович
138. Шевченко В'ячеслав Віталійович
139. Шевченко Денис Валерійович
140. Шевченко Дмитро Валентинович
141. Шевченко Дмитро Іванович
142. Шевченко Дмитро Станіславович
143. Шевченко Едуард Григорович
144. Шевченко Іван (2001—2024) — військовик Збройних сил України, учасник російсько-української війни.[10]
145. Шевченко Ігор Олексійович
146. Шевченко Ігор Станіславович
147. Шевченко Ілля Геннадійович
148. Шевченко Ірина Вікторівна
149. Шевченко Максим Віталійович
150. Шевченко Максим Олексійович
151. Шевченко Максим Романович
152. Шевченко Олег Іванович
153. Шевченко Олег Миколайович
154. Шевченко Олег Сергійович
155. Шевченко Олександр Вікторович
156. Шевченко Олександр Олексійович
157. Шевченко Олександр Петрович
158. Шевченко Олексій Андрійович
159. Шевченко Олексій Вікторович
160. Шевченко Олексій Володимирович
161. Шевченко Олексій Олексійович
162. Шевченко Павло Євгенович
163. Шевченко Родіон Анатолійович
164. Шевченко Руслан Андрійович
165. Шевченко Сергій Вікторович
166. Шевченко Сергій Павлович
167. Шевченко Тарас Григорович
168. Шевченко Тарас Ярославович
169. Шевченко Юлія Андріївна
170. Шевченко Юрій Євгенович
171. Шевченко Ярослав Михайлович
172. Шевчук Андрій Вікторович
173. Шевчук Андрій Володимирович
174. Шевчук Андрій Сергійович
175. Шевчук Богдан Володимирович
176. Шевчук Борис Іванович
177. Шевчук Валентин Олександрович
178. Шевчук Василь Володимирович
179. Шевчук Володимир Віталійович
180. Шевчук Євген Олександрович
181. Шевчук Іван Миколайович
182. Шевчук Леонід Володимирович
183. Шевчук Микола Анатолійович
184. Шевчук Микола Васильович
185. Шевчук Олег Васильович
186. Шевчук Олег Вікторович[11]
187. Шевчук Павло[12]
188. Шевчук Руслан Миколайович
189. Шевчук Сергій Володимирович (військовик)
190. Шевчук Сергій Мирославович
191. Шевчук Сергій Іванович
192. Шевчук Сергій Михайлович
193. Шевчук Сергій Павлович
194. Шевчук Юлія Миколаївна
195. Шевчук Юрій Валерійович
196. Шеін Владислав Владиславович
197. Шекун Станіслав Сергійович
198. Шеленгович Іван Валерійович
199. Шелепаєв Олександр Анатолійович
200. Шелепець Максим Тарасович
201. Шелест Олексій Олексійович
202. Шелехань Олександр[13]
203. Шелємін Дмитро Михайлович
204. Шелифіст Олександр Анатолійович
205. Шелігацький Валентин Михайлович
206. Шелудько Антон Олексійович
207. Шелудько Віктор Григорович
208. Шелудько Володимир Олександрович
209. Шелудько Геннадій Леонідович
210. Шеляг Володимир Анатолійович
211. Шемегінський-Нестерук Михайло Михайлович
212. Шемелинець Василь Петрович
213. Шемет Денис Юрійович
214. Шемет Олександр Леонідович
215. Шемета Дмитро Сергійович
216. Шермірзаєв Валентин Геннадійович
217. Шемотюк Олександр Володимирович
218. Шемуровський Владислав Віталійович
219. Шемчук Карина Олегівна
220. Шемшук Євгеній Ігоревич
221. Шемчук Олег[14]
222. Шемчук Петро Михайлович
223. Шендриков Максим Сергійович
224. Шень Дмитро Валентинович
225. Шепелевич Сергій Миколайович
226. Шепелюк Олексій Борисович
227. Шепеля Василь Миколайович
228. Шепентал Віктор Миколайович
229. Шепета Дмитро Іванович
230. Шепетько Сергій Петрович
231. Шептицький Ігор Олексійович
232. Шеремет Артем Валерійович
233. Шеремет Володимир Володимирович
234. Шеремет Роман Олександрович
235. Шеремет Руслан Сергійович
236. Януш Шеремета
237. Шеремета Ярослав Васильович
238. Шеров Олександр Борисович
239. Шерстньов Олексій Дмитрович
240. Шерстньов Сергій Андрійович
241. Шершень Андрій Олексійович
242. Шестак Василь Васильович
243. Шестак Сергій Віталійович
244. Шестаков Сергій Юрійович
245. Шестопал Володимир Володимирович
246. Шестопалов Костянтин Костянтинович
247. Шеффер Вальтер Кондратович
248. Шеховцев Олександр Сергійович
249. Шеховцов Олександр Васильович
250. Шешеня Вадим Валерійович
251. Шибецький Петро Миколайович[15].
252. Шиговський Олександр Васильович
253. Шидловський Віталій Іванович
254. Шийко Ростислав Орестович
255. Шик Олександр Геннадійович
256. Шикера Олександр Григорович
257. Шилік Анатолій Вікторович
258. Шило Володимир Сергійович
259. Шило Олег Олегович
260. Шило Олександр Анатолійович
261. Шило Рустам Олександрович
262. Шилов Володимир Іванович
263. Шилов Сергій Васильович
264. Шилов Сергій Володимирович
265. Шилович Ігор Іванович
266. Шимало Роман Олександрович
267. Шимановський Олександр Валерійович
268. Шиманський Віталій Богданович
269. Шиманський Роман Володимирович
270. Шиманський Руслан Юрійович
271. Шиманський Олександр Валентинович
272. Шиманюк Андрій Сергійович
273. Шимків Назарій Петрович
274. Шимків Петро Михайлович
275. Шимон Олександр Петрович
276. Шимчак Сергій Іванович
277. Шимчик Ярослав Володимирович
278. Шинальський Олексій Анатолійович
279. Шингирій Віталій Григорович
280. Шингур Дмитро Васильович
281. Шинкар Володимир Петрович
282. Шинкаренко Владислав Валерійович
283. Шинкаренко Ігор Вадимович
284. Шинкаренко Катерина Сергіївна
285. Шинкаренко Олександр Олександрович
286. Шинкаренко Ярослав Сергійович
287. Шинкарук Андрій Володимирович
288. Шинкарук Віктор Олександрович
289. Шинкарюк Максим Сергійович[5]
290. Шинко Дмитро Григорович
291. Шинькович Олександр Дмитрович
292. Шипілов Сергій Анатолійович
293. Шипітко Ігор Анатолійович
294. Ширий Андрій Володимирович
295. Широкий Геннадій В'ячеславович
296. Широкий Сергій Петрович
297. Широких Олександр Юрійович
298. Широков Андрій Вікторович
299. Широкопояс Олександр Анатолійович
300. Ширяєв Олег Вікторович
301. Ширшиков Андрій[16]
302. Ширшин Олександр Юрійович
303. Шитий Валерій Іванович[17]
304. Шишевський Олександр Віталійович
305. Шишак Валерій Казімірович
306. Шишко Олександр Сергійович
307. Шишков Дмитро Олексійович
308. Шишковський Сергій Олегович
309. Шишук Андрій В'ячеславович
310. Шілімов Віктор Євгенович
311. Шімон Олександр Михайлович
312. Шірпал Леонід Вікторович
313. Шкарабан Стефан Васильович
314. Шкарбун Дмитро Павлович
315. Шкаревський Дмитро Андрійович
316. Шкарівський Сергій Олександрович
317. Шкварко Максим Юрійович
318. Шкварченко Сергій Станіславович
319. Шквира Андрій Анатолійович
320. Шквира Роман Олександрович
321. Шкіря Володимир Володимирович
322. Шкляр Ігор Володимирович
323. Шкляренко Олександр Вікторович
324. Шклярук Григорій Анатолійович
325. Шклярук Юрій Ігорович
326. Шкода Василь Васильович
327. Шкода Віталій Юрійович
328. Шкодін Сергій Анатолійович
329. Школярчук Олександр Анатолійович[18]
330. Школьний Олег Андрійович
331. Школьний Олександр Ігорович
332. Шкрабко Олег Миколайович
333. Шкрумко Микола Анатолійович
334. Шкумат Роман Ярославович
335. Шкурат Євген Олександрович
336. Шкуренко Олександр Олександрович
337. Шкурнов Дмитро Олександрович
338. Шкурко Олександр Вікторович
339. Шкут Олександр Миколайович
340. Шлега Денис Олексійович
341. Шлей Василь Сергійович
342. Шлемкевич Богдан Васильович
343. Шлюхарчук Володимир Тарасович
344. Шляхтич Олександр Валентинович
345. Шмагайло Антон Сергійович
346. Шмалій Валерій Олександрович
347. Шмалько Максим Сергійович
348. Шмалько Микола В'ячеславович[5]
349. Шаматалюк Євген Вікторович
350. Шмагун Василь Анатолійович[19]
351. Шматченко Михайло Олексійович
352. Шмерецький Сергій Васильович
353. Шмигля Сергій Сергійович
354. Шмідт Едуард Михайлович
355. Шмітько Володимир Андрійович
356. Шморгун Станіслав Михайлович
357. Шнипенко Роман Сергійович
358. Шнир Іван Васильович
359. Шовкошитний Георгій Володимирович
360. Шовтута Олександр Іванович
361. Шоган Андрій Володимирович
362. Шозда Михайло Іванович
363. Шокарєв Артур Павлович
364. Шолодько Ігор Васильович
365. Шоломинський Володимир Васильович
366. Шолудько Олег Миколайович[20]
367. Шолуха Віктор Григорович
368. Шоляк Юрій Миколайович
369. Шорис Ольга Павлівна
370. Шорохов Сергій Миколайович
371. Шостак Іван Миколайович
372. Шостак Віталій Вікторович
373. Шостак Олександр Андрійович
374. Шостак Сергій Михайлович
375. Шостак Сергій Олександрович
376. Шостя Сергій Дмитрович
377. Шофранюк Володимир Ілліч
378. Шпак Володимир Віталійович
379. Шпак Дмитро Володимирович
380. Шпак Ігор Олегович
381. Шпак Марко Валентинович
382. Шпак Роман Іванович
383. Шпак Роман Мар'янович
384. Шпак Сергій Миколайович
385. Шпанюк Ростислав Михайлович
386. Шпанко Сергій Михайлович
387. Шпек Руслан Олександрович
388. Шпилька Олександр Миколайович
389. Шпилька Сергій Миколайович
390. Шпильов Станіслав Валерійович
391. Шпирин Дмитро[21]
392. Шпирка Володимир Михайлович
393. Шпита Ілля Вікторович
394. Шпіганевич Тарас Анатолійович
395. Шпот Сергій Миколайович
396. Шрамко Дмитро Сергійович
397. Штанський Микола Миколайович
398. Штанькевич Віталій Анатолійович
399. Штань Віктор Олександрович[22]
400. Штанько Анатолій Максимович
401. Штанько Руслан Валентинович
402. Штанько Руслан Олександрович
403. Штатський Максим[23]
404. Штелюк Станіслав Васильович
405. Штепа Андрій Олександрович[5]
406. Штепа Олексій Андрійович
407. Штефанюк Антон Олександрович
408. Штефко Ігор Валерійович
409. Штефусь Вледислав Олегович[24]
410. Штинда Микола Миронович
411. Штифорук Юрій Володимирович[1]
412. Штокало Едуард Олегович
413. Штокало Іван Ігорович
414. Штолцель Вільгельм Володимирович
415. Штомпель Ігор Юрійович
416. Штоюнда Олександр Олександрович
417. Штраус Едуард Євгенійович[25]
418. Штремпел Йосип Гийзович
419. Штученко Олег Валерійович
420. Шуба Андрій Миколайович
421. Шуба Віталій Сергійович
422. Шубак Ігор Романович
423. Шубалий Ігор Михайлович
424. Шубін Олексій Вікторович
425. Шувалов Ілля Валерійович
426. Шуда Олексій Адольфович
427. Шудравий Андрій Степанович
428. Шудрак Анатолій Анатолійович
429. Шуклін Володимир Юрійович
430. Шукрута Олександр Петрович
431. Веліш Вельдар Шукурджиєв огли
432. Шулєпов Олександр Олександрович
433. Шулик Лілія Миколаївна
434. Шулим Іван Валерійович
435. Шуліков Сергій Вікторович
436. Шуляк Анатолій Олексійович
437. Шуляк Антон Анатолійович
438. Шуляк Володимир Васильович
439. Шульга Анатолій Васильович
440. Шульга Андрій Анатолійович
441. Шульга Андрій Миколайович
442. Шульга Андрій Олександрович
443. Шульга Андрій Олександрович[26]
444. Шульга Володимир Олександрович
445. Шульга Максим Іванович
446. Шульга Максим Костянтинович
447. Шульгін Володимир Миколайович
448. Шумак Максим Васильович
449. Шумаков Сергій Вікторович
450. Шумейко Микола Миколайович
451. Шумейко Олександр Вікторович
452. Шуменко Вадим Олександрович
453. Шумик Василь Захарович
454. Шумило Анатолій Іванович
455. Шумілов Євген[27]
456. Шумов Олег Вікторович
457. Шумський Дмитро
458. Шумський Олександр Валерійович
459. Шумський Святослав Романович
460. Шупрович Ігор Ігорович
461. Шурабура Микола Миколайович[28]
462. Шурмей Павло Антонович
463. Шурупов Сергій Олександрович
464. Шустов Віктор Миколайович
465. Шутанич Руслан Миколайович
466. Шутовський Сергій Миколайович
467. Шуфрич Едуард Золтанович
468. Шушковський Олександр Олександрович
469. Шушковський Руслан Васильович
470. Шевчук Сергій Павлович [29]